# 学生平和賞
学生平和賞（がくせいへいわしょう、英語: Student Peace Prize, ノルウェー語: Studentenes fredspris）は、平和の創造や人権の啓発に重大な貢献をしている学生や学生団体に隔年授与される、ノルウェーの賞である。この賞は、トロンハイムに所在する学生平和賞事務局、および平和賞委員会によって授与される。授賞式はトロンハイムで行われる国際学生祭 (ISFiT) の期間に行われる。

## 委員会
2010年平和賞委員会には9人のメンバーがいる。ノルウェー全国学生連合(NSO)から4人、学生と研究者国際支援基金(SAIH)から１人、非学生の4人の専門家の9人で構成されている。
2010の委員会メンバーは,ノーベル平和賞委員会の元会長オレ・ダンボルト・ミュール(Ole Danbolt Mjøs)、元経済産業大臣であり、現在のノルウェー赤十字の総書記であるボールゲ・ブレンドゥ(Børge Brende)、ノルウェー放送協会(NRK)のニュースディレクターのグロ・ホルム(Gro Holm)。
旧委員会のメンバーは、元内閣総理大臣及び平和と人権のためのオスロセンターの所長チェル・マグネ・ボンデヴィーク(Kjell Magne Bondevik)、ノルウェー国際問題研究所所長のジャン・エグランド(Jan Egeland)、オスロ国際平和研究所 (PRIO)元所長のスタイン・トンネソン(Stein Tønnesson),元外務大臣であり、現ノルウェー赤十字総裁のトールバルト・ストルテンベルグ(Thorvald Stoltenberg)。

## 指名候補
任命審議会は全ての関係者からの推薦を受けている。候補者は、学生または学生団体でなければならない。任命審議会はノルウェーの各大学の学生で構成されている。

## 賞金
2009年の時点では、受賞者には5000クローネ(約７万円前後)が与えられ、トロンハイムで行われる国際学生祭(ISFiT)に招待される。受賞者または、選ばれた代表者には人道支援団体、著名ま政治家に会う機会が与えられるノルウェー都市ツアーが用意されている。

## 学生平和賞の受賞者
- 1999年…東ティモールの学生団体のETSSC及びアンテロ・ベネディト・ダ・シルバ(Antero Benedito da Silva)
- 2001年…ブルマの学生団体のABFSU及びミン・コ・ナイン(Min Ko Naing)
- 2003年…ジンバブエの学生団体のZINASU
- 2005年…コロンビアの学生団体のACEU
- 2007年…ブルマ出身のチャーム・トング(Charm Tong 25歳)
- 2009年…西サハラ出身のエルコウリア・ラバブ・アミダネ(Elkouria Rabab Amidane 23歳)